# 代 (紐約州)
代是一個位於美國紐約州薩拉托加縣的鎮。

## 人口
根據2020年美國人口普查的數據，代的面積為180.09平方千米，當中陸地面積為166.05平方千米，而水域面積為14.04平方千米。當地共有人口819人，而人口密度為每平方千米5人。